# Gabriel Kyeremateng
Gabriel Kyeremateng (* 28. April 1999 in Dortmund) ist ein deutsch-ghanaischer Fußballspieler. Der Stürmer stand zuletzt beim SC Verl unter Vertrag.

## Karriere

### Vereine
Kyeremateng spielte in seiner Jugend zunächst für TSC Eintracht Dortmund, bevor er 2007 im Alter von sechs Jahren in die Jugend von Borussia Dortmund wechselte und dort sämtliche Jugendmannschaften durchlief. In den Saisons 2014/15 und 2015/16 war er 29-mal für die Dortmunder U17 in der B-Junioren-Bundesliga aktiv; in den Spielzeiten 2016/17 sowie 2017/18 spielte er 43-mal für die Dortmunder U19-Auswahl in der A-Junioren-Bundesliga. Zudem absolvierte er 10 Spiele in der UEFA Youth League.
Im Jahr 2018 wechselte Kyeremateng nach England zu Stoke City, um für die in der Professional Development League spielende U-23-Mannschaft des Vereins zu spielen. In zwei Jahren stand er 32-mal für die Reservemannschaft Stoke Citys auf dem Platz und erzielte dabei 14 Tore, absolvierte jedoch keinen Einsatz für die erste Mannschaft des Vereins. Im Oktober 2020 wechselte Kyeremateng in die Schweiz und unterschrieb einen Vertrag beim in der zweitklassigen Challenge League spielenden Klub FC Thun. Nach zwei durchwachsenen Spielzeiten schaffte er dort in seinem dritten Jahr 2022/23 den Durchbruch und wurde mit 16 Toren sowie sechs Torvorlagen in 34 Ligaspielen der beste Torschütze seiner Mannschaft.
Im Sommer 2023 verließ er die Schweizer und schloss sich dem belgischen Zweitligisten SK Beveren an. Er unterschrieb einen Vertrag mit Laufzeit bis 2026. Bereits in der folgenden Winterpause verlieh ihn der Verein an den FC Stade Lausanne-Ouchy.
Im August 2024 wechselte er zum SC Verl. Bereits ein Jahr später verließ er den Verein wieder.

### Nationalmannschaft
Der Stürmer absolvierte zwei Spiele für die deutsche U-15-Nationalmannschaft sowie sieben Partien für die U-16-Auswahl, in denen er zwei Tore erzielen konnte. Zwischen 2016 und 2017 stand er in sechs Spielen für die U-18 auf dem Platz.